# Храњичње
Храњичње (слч. Hraničné) насељено је мјесто са административним статусом сеоске општине (слч. obec) у округу Стара Љубовња, у Прешовском крају, Словачка Република.

## Становништво
| Година:    | 1994. | 2004.    | 2014.    | 2024.   |
| ---------- | ----- | -------- | -------- | ------- |
| Број људи: | 255   | 219      | 187      | 177     |
| Разлика:   |       | -14,11 % | -14,61 % | -5,34 % |

| Година:    | 2023. | 2024.   |
| ---------- | ----- | ------- |
| Број људи: | 179   | 177     |
| Разлика:   |       | -1,11 % |

Према подацима о броју становника из 2024. године насеље је имало 177 становника.